# Rudra geniculata
Rudra geniculata là một loài nhện trong họ Salticidae.
Loài này thuộc chi Rudra. Rudra geniculata được Elizabeth Maria Gifford Peckham & George William Peckham miêu tả năm 1885.